# Folksblat
Folksblat ili na hrvatskom Narodne novine bile se dnevne novine židovske zajednice u Urugvaju. Izlazile se u razdoblju od 1931. do 1964. godine na jidiš jeziku.
Isprva su bile osnovane pod imenom Der tog (hrv. Dan) tesu time bile prve židovske novine u Urugvaju. Bile su politički sklone cionističkim učenjima.
Prvi urednici novina, koji su radili tijekom njihova cijela izlaženja, bili su novinari Berl Reznicovich i Moisés Orzuj.
1933. novine mijenjaju ime u Der uruguayer tog (hrv. Urugvajski dan), da bi 1935. dobili ime  Folksblat.
Tijekom kasnih 1950-ih novine su imale nakladu od oko 8.000 primjeraka. Izlazile su svako jutro osim ponedjeljkom.